# 24523 Sanaraoof
24523 Sanaraoof (tên chỉ định: 2001 CV3) là một tiểu hành tinh vành đai chính. Nó được phát hiện bởi dự án Nghiên cứu tiểu hành tinh gần Trái Đất Lincoln ở Socorro, New Mexico, ngày 1 tháng 2 năm 2001. Nó được đặt theo tên Sana Raoof, an American high school student whose mathematical sciences project won first place ở the 2008 Giải thưởng Khoa học và Kỹ thuật Intel.